# Żary (Łódź)
Pour les articles homonymes, voir Żary.
Żary (prononciation [ˈʐarɨ]) est un village de la gmina de Rząśnia, du powiat de Pajęczno, dans la voïvodie de Łódź, situé dans le centre de la Pologne.
Il se situe à environ 2 kilomètres au nord-est de Rząśnia (siège de la gmina), 11 kilomètres au nord de Pajęczno (siège du powiat) et 68 kilomètres au sud-ouest de Łódź (capitale de la voïvodie).
Sa population s'élevait à 134 habitants en 2011.

## Administration
De 1975 à 1998, le village était attaché administrativement à l'ancienne voïvodie de Piotrków.

Depuis 1999, il fait partie de la nouvelle voïvodie de Łódź.